# Comuna Velîki Lîpneahî, Semenivka
Velîki Lîpneahî (în ucraineană Великі Липняги) este o comună în raionul Semenivka, regiunea Poltava, Ucraina, formată din satele Mali Lîpneahî și Velîki Lîpneahî (reședința).

## Demografie
Componența lingvistică a comunei Velîki Lîpneahî
     Ucraineană (96,19%)
     Rusă (2,1%)
     Alte limbi (0,65%)
Conform recensământului din 2001, majoritatea populației comunei Velîki Lîpneahî era vorbitoare de ucraineană (96,19%), existând în minoritate și vorbitori de rusă (2,1%).